# Рийад ас-Салихин
«Рийад ас-Салихин» (араб. رِيَاضُ الصَّالِحِين‎, DMG: Riyāḍ aṣ-Ṣāliḥīn — «Сады праведных») — суннитский сборник хадисов, составленный имамом Мухйиддином ан-Навави (1233—1277). В сборнике представлены предания сподвижников пророка Мухаммеда и его высказывания, расположенные по темам. В том числе, сборник содержит циклы «О благовоспитанности», «О правилах приема пищи», «О приветствии», «О правилах отхода ко сну», «Об одежде», «О посещении больного», «О правилах поведения в пути». Перевод сборника на русский язык выполнил Владимир (Абдулла) Михайлович Нирша в 2001 году.